# Sternotomis mathildae
Sternotomis mathildae là một loài bọ cánh cứng trong họ Cerambycidae.